# City Hall (manga)

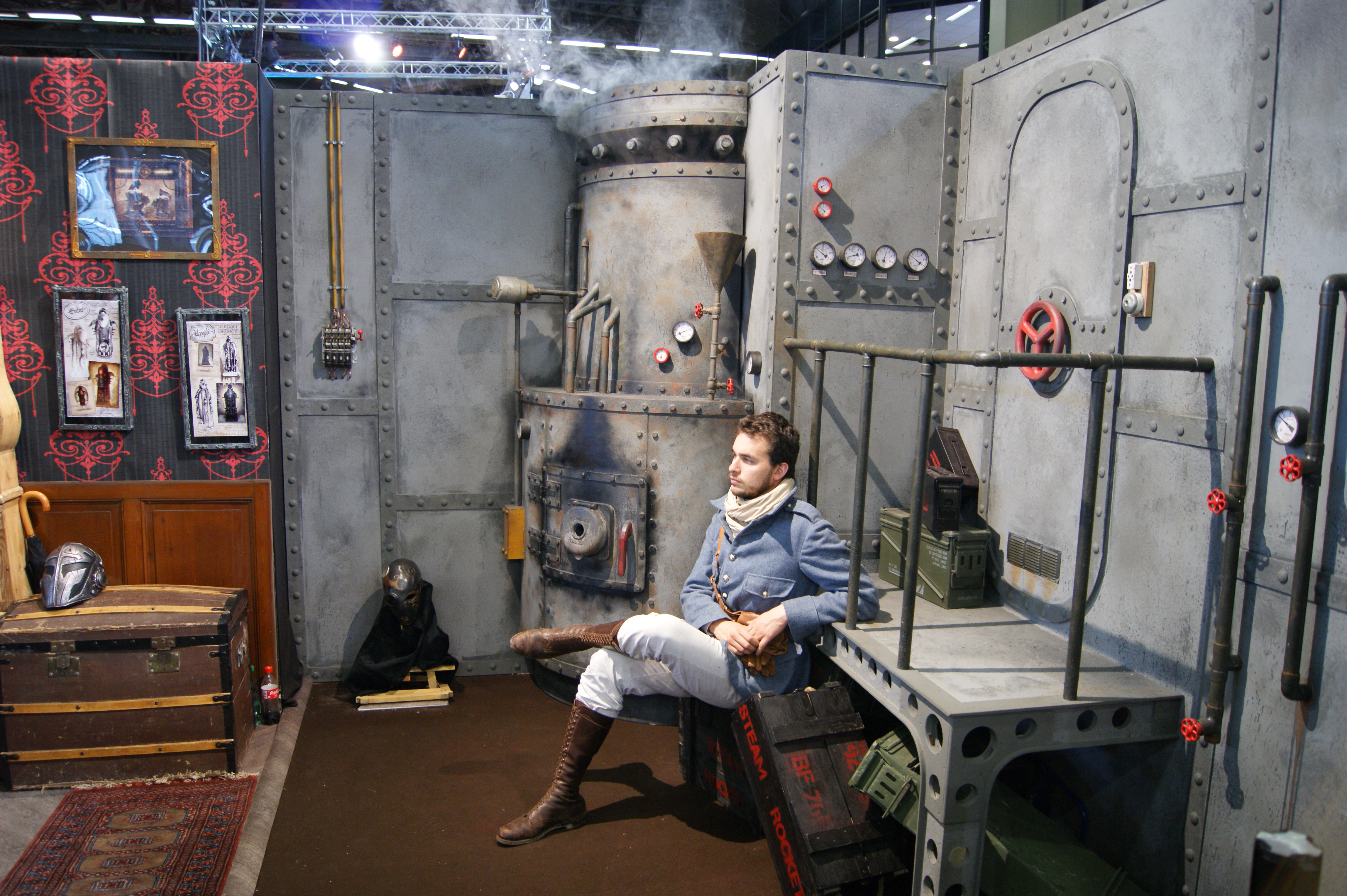
City Hall, Japan Expo.

City Hall es une cómic francés de estilo euromanga, con guion de Rémi Guérin y dibujo de Guillaume Lapeyre. Se publicó por primera vez en Francia en junio de 2012 por Édiciones Ankama, donde actualmente consta de 5 tomos. LetraBlanka editorial ha iniciado su publicación en España en 2014.

## Sinopsis
En el mundo de City Hall todo cuanto se escribe en una hoja de papel toma vida. Por suerte el papel hace más de dos cientos años que no existe. Al menos así ha sido hasta este siglo, momento en el que vuelve a aparecer en manos de Black Fowl, la mente criminal más oscura de todos los tiempos. 
Ante semejante amenaza, la policía de City Hall no tiene más remedio que recurrir a los servicios de dos de las mejores plumas de Londres para combatir contra Black Fowl: ¡Julio Verne y Arthur Conan Doyle! Ambos formarán equipo junto a Amélia Earhart para destruir a Black Fowl.

## Personajes
En el cómic, cada capítulo contiene una página especial con la ficha de un personaje diferente. 
Julio Verne
Famoso escritor digital a quien le entregan la última libreta que existe en Londres para enfrentarse a Black Fowl. Es el personaje personal de la historia.
Arthur Conan Doyle
Discípulo y amigo de Julio Verne. Julio Verne le elige para que le ayude a cumplir su misión. Es aprendiz de escritor y posee una talento de deducción innato.
Amélia Earhart
Aviadora y espía a quien se le encarga proteger a Julio Verne y Arthur Conan Doyle, no sólo de Black Fowl, sino también de ellos mismos.
Carlton Lester
Jefe de policía encargado de la investigación de la muerte del ministro de economía. Él es quien contacta con el City Hall tras descubrir una hoja de papel medio calcinada sobre el cuerpo de la víctima.
Malcolm Little
Alcalde de Londres. Es quien llama a Julio Verne para enfrentarse a Black Fowl.
Black Fowl
Se ignora la identidad real de este hombre con máscara de cuervo, pero se sabe que ha sido él quien ha asesinado al ministro de economía. Sabe escribir en papel tan bien como Julio Verne, pero utiliza este don para causar estragos en Londres.
Pierre Verne
Es el padre de Julio Verne. Black Fowl lo tiene como rehén porque posee la información que necesita para llevar a cabo sus oscuros planes.
Los papercut
Criaturas creadas cuando las personas escriben en papel.

## Análisis de la obra

### Inspiración y creación
Los autores eligieron el formato manga por la cantidad de páginas de sus tomos, que les permitía desarrollar el universo y los personajes mejor que un formato más clásico. Los autores, fanes del manga Death Note, que contiene muchísimo texto, no se han puesto tampoco un límite en este sentido. Igual que en Death Note, la historia se centra en la escritura en papel, aunque aquí los efectos de la escritura en el papel son los opuestos. En Death Note la escritura mata, mientras que en City Hall la escritura permite crear vida.
En la obra también destaca la influencia de The League of Extraordinary Gentlemen de Alan Moore por la utilización de personajes de la literatura. La diferencia es que en City Hall no sólo aparecen personajes ficticios (como es el caso del papercut de Mary Shelley, Victor), sino que también aparecen personajes que existieron realmente (Verne, Doyle y Malcolm X entre otros).
El proyecto fue rechazado durante mucho tiempo por las editoriales francesas debido a que consideraban que su formato manga era poco atractivo a pesar de lo interesante de la historia. Sólo éditions Ankama aceptó publicarlo. Al principio, la serie debíá tener sólo tres tomos pero debido a su éxito, en enero de 2013 se anunció una segunda temporada que empezó a publicarse a partir de octubre de 2013. Actualmente esta segunda temporada sigue en curso de publicación.

### Premios
La serie ha ganado en Francia el premio D-Lire Canal BD 2012.

## Lista de tomos
- Éditions Ankama en Francia:

```
  PRIMERA TEMPORADA:
```

1. City Hall tomo 01, 14/06/2012 (ISBN 978-2-35910-312-0)
2. City Hall tomo 02, 24/09/2012 (ISBN 978-2-35910-314-4)
3. City Hall tomo 03, 18/04/2013 (ISBN 978-2-35910-382-3)

```
  SEGUNDA TEMPORADA:
```

1. City Hall tomo 04, 24/10/2013 (ISBN 978-2-35910-456-1)
2. City Hall tomo 05, 23/05/2014 (ISBN 978-2-35910-475-2)
3. City Hall tomo 06, 21/11/2014 (ISBN 978-2-35910-519-3)
4. City Hall tomo 07, 19/06/2015 (ISBN 978-2-35910-521-6)

- Letrablanka editorial en España:

```
  PRIMERA TEMPORADA:
```

1. City Hall tomo 01, 22/09/2014 (ISBN 978-84-937959-9-3)
2. City Hall tomo 02, 20/02/2015 (ISBN 978-84-942989-0-5)
3. City Hall tomo 03, 22/04/2015 (ISBN 978-84-942989-1-2)